# Édouard Montaubry
Pour les articles homonymes, voir Montaubry.
Jean-Baptiste-Édouard Montaubry est un violoniste, chef d'orchestre, chanteur et compositeur français, né à Niort le 27 mars 1824 et mort à Milan (Italie) le 12 février 1883. 

## Biographie
Montaubry est le fils d'un musicien de province, qui lui a donné ses premières leçons. Monté à Paris, il entra au Conservatoire dans la classe d'Habeneck. Il est nommé second chef d'orchestre au Vaudeville. 
Il se fait connaître comme compositeur par  des chansons, des rondes et quelques il compose quelques livrets d'opérettes : le Nid d'amours, le Bat de ville et le rat des champs, les Néréides et les cyclopes, petits ouvrages données au Vaudeville et d'autres données aux Folies nouvelles : Freluchette (1856), la Perruque de Cassandre (1858): et Vendredi (1859)
Il est le frère du ténor Achille-Félix Montaubry.